# Johann Heinrich Simon der Jüngere
Johann Heinrich Simon der Jüngere (* Mai 1696 in Hamburg; † 11. April 1763 in Hamburg) war Advokat und Ratsherr in Hamburg.
Johann Heinrich Simon der Jüngere war der Sohn des Hamburger Stadtsyndikus Johann Heinrich Simon d. Ä. Wie sein Vater studierte er Jurisprudenz und promovierte 1720 in Orléans und ließ sich danach in Hamburg als Advokat nieder. Am 21. März 1743 wurde er zum Ratsherrn erwählt.
Simon heiratete am 7. März 1726 Regina Greve (1705–1767) und hatte mit ihr mindestens drei Kinder:
1. Peter Simon
2. Johann Regina (1730–1759), 1748 verheiratet mit Peter Heinrich Stampeel
3. Heinrich Simon († 1799)